# 舊草嶺隧道
舊草嶺隧道是位於臺灣新北市貢寮區與宜蘭縣頭城鎮交界的隧道，啟用於日治大正13年（1924年）12月1日，總長2,167公尺。原用途為宜蘭線使用的鐵路隧道，完工之時為東南亞最長的鐵路隧道。1985年新草嶺隧道通車後停用，至2008年以自行車道之姿重新開放，目前為宜蘭縣縣定古蹟，亦為臺灣歷史建築百景之一。

## 歷史背景

### 日治時期

#### 開通歷程
臺灣鐵路管理局東部幹線宜蘭線於日治時期1917年興建，工程分別從路線的南（蘇澳）、北（八堵）兩端向中間施築，其中澳底至大里簡的路線，原預定往三貂角的海邊迂迴，但沿途山壁上有危險的岩石，所以變更路線，將路線拉直，開鑿舊草嶺隧道。
舊草嶺隧道位於宜蘭線福隆車站至石城車站間，於1921年11月28日自北口開工、同年12月16日自南口動工，由鹿島組（今鹿島建設前身）負責工程，臺灣總督府鐵道部工務課在隧道兩端分設草嶺北口詰所（辦公室）與草嶺南口詰所，督管施工事宜，該二詰所分別駐有工事現場監督員陸軍砲兵少尉吉次茂七郎技手、鈴木一郎技手、岡武技手、山本政次技手及其他關係者等數人。
初期隧道先以人工開鑿，之後待1922年舊三貂嶺隧道完工後，才挪用該隧道的新式鑿岩機，改採機器開挖。在開掘進度上，人工開挖北口側平均每日2尺6寸、南口側3尺3寸，機器開挖後北口側平均每日5尺9寸、南口側5尺7寸。
經過兩年餘努力，舊草嶺隧道在1924年2月21日凌晨爆破貫通，同月25日在隧道南口外舉行貫通典禮，與會代表計有鹿島組永淵清介、臺灣總督府殖產局喜多孝治局長、臺灣總督府鐵道部新元鹿之助部長、海野斐雄技師、台北州知事高田富藏等人，其中新元鐵道部長致辭時表示「……。夫隧道之長。未必足誇。然而依是所生之意義頗大。即不獨貢獻於蘭陽三郡之產業界。於東部臺灣之開發亦有多大貢獻。」。
隧道貫通後，鐵道部原力拚在1924年9月25日與宜蘭線鐵路一併通車，但該期間隧道其它工程陸續傳出工安意外，而8月又遭暴風雨侵襲，使得舊草嶺隧道延宕至該年10月9日才竣工。
舊草嶺隧道是宜蘭線的關鍵工程，隧道完工後，臺灣總督府鐵道部隨即於同年11月30日舉行宜蘭線全線通車典禮，並於次日（12月1日）起正式營運，當日同時開始營業的還有貢寮庄停車場（今貢寮車站）及澳底停車場（今福隆車站）
本隧道在日治時期是台灣最長的火車山洞，施工期間曾流行瘧疾，加上當地交通不便（宜蘭線北段當時只通到雙溪車站），所以工期較長。此外，開鑿期間免不了因工程災害或其他原因造成傷亡，其中死亡者共11人（4位台灣人、7位日本人），受傷者共366人（350位台灣人、16位日本人），可說是為了宜蘭交通的改善而付出了不少的代價。宜蘭線鐵路完工通車時，《台灣日日新報》的文章標題裡還以『血と魂の結晶』一句，來表達對這些可貴生命的形容與悼念。

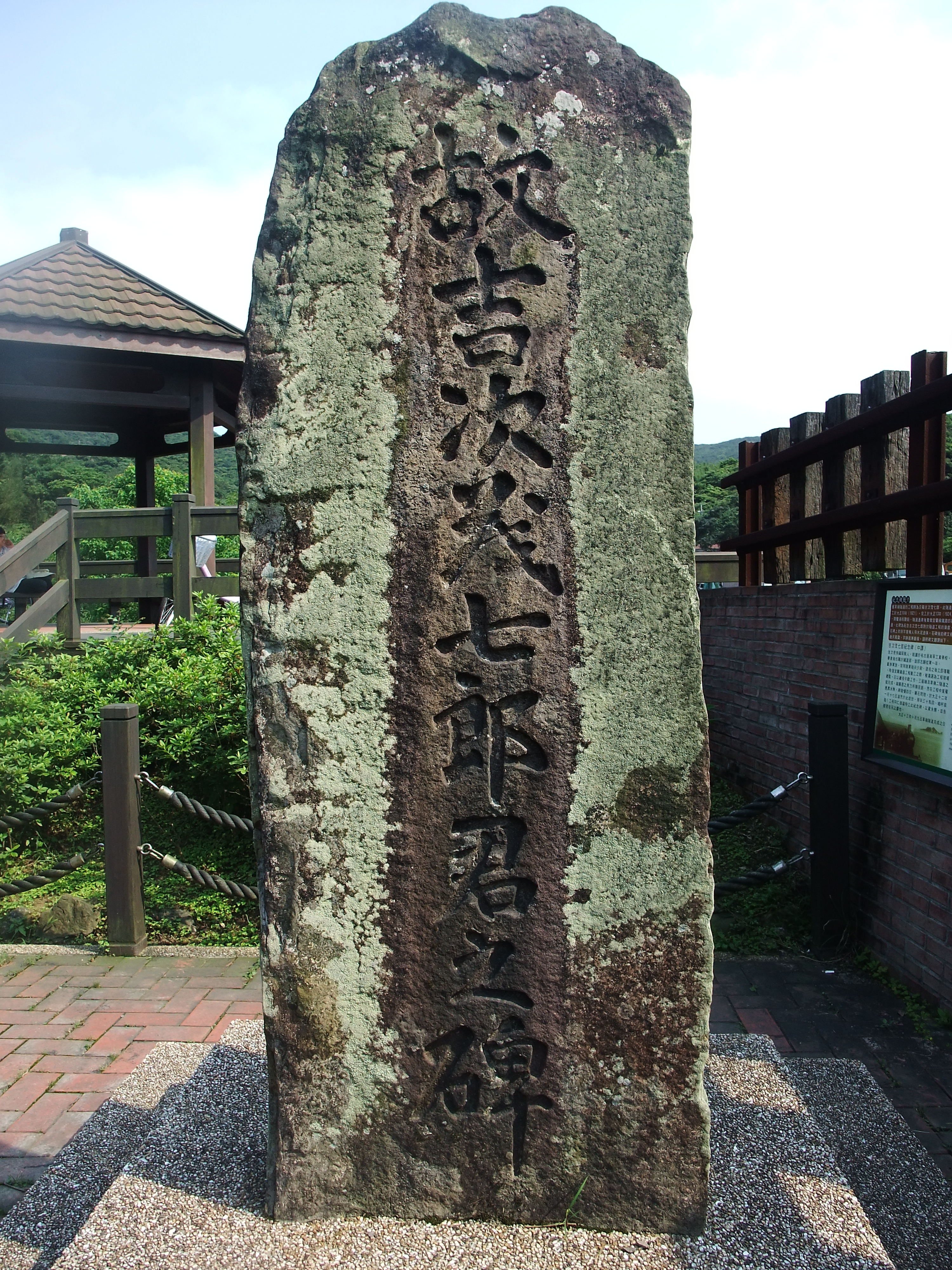
故吉次茂七郎君之碑

隧道完工後及通車前，有關單位在北洞口北側約90公尺之路線旁，豎立「故吉次茂七郎君之碑」，紀念隧道完工前因感染黑水熱而病殁的工事現場監督員吉次茂七郎技手。

#### 行車事故
- 1925年3月1日，隧道內列車脫軌，影響南北交通半日[24][註 1]。
- 1925年5月18日凌晨，南下207次貨物列車2輛車廂在隧道南口外脫軌翻覆[25][註 1]。
- 1929年7月29日下午，貢寮居民疑久病厭世，於隧道內臥軌[26][註 1]。
- 1930年1月18日夜，1名日籍婦女疑因厭世，於列車通過隧道時觸及列車負傷[27][註 1]。
- 1934年5月14日上午，452次貨物列車3輛車廂在舊草嶺隧道與澳底驛（今福隆車站）之間脫軌翻覆[28][註 1]。

### 中華民國時期

#### 停用廢棄
單線淨空的宜蘭線舊草嶺隧道通車後，肩負了50餘年臺北宜蘭間的交通重任。到了1979年北迴線鐵路通車前，臺灣鐵路管理局已經體認到宜蘭線必將成為銜接縱貫線及北迴線的重要幹線鐵路，如果不適時將宜蘭線擴建為雙線鐵路，那麼，宜蘭線的運量將達到飽和，無法因應未來更高的運輸需求。於是，臺灣鐵路管理局提出「宜蘭線鐵路擴建工程」計劃，由臺灣省政府函報行政院並於1979年12月獲同意實施。
宜蘭線鐵路擴建工程，預留了未來實施電氣化的路線淨空標準，新建的隧道也必須能輸送闊大貨物，由於舊草嶺隧道內部淨空沒有達到這項標準，所以必須另建雙軌的新草嶺隧道來取代。新草嶺隧道在1985年6月21日完工通車後，舊草嶺隧道便功成身退，停用封閉，廢棄在嶐嶺之下。

#### 保存再利用
舊草嶺隧道為宜蘭線最長鐵路隧道，具交通運輸、建築與文化歷史意義，隧道於1985年6月封閉廢棄後，宜蘭縣史館與地方文史工作者、生態及古道專家等數人，分別於隔年（1986年）、1994年及1995年探勘嶐嶺古道時，一併探查舊隧道，後續亦有鐵道研究者前往探尋。
2004年7月15日，宜蘭縣政府公告舊草嶺隧道為宜蘭縣縣定古蹟 。次年（2005年）4月9日，中華民國立法委員陳金德及地方人士，邀集交通部觀光局、東北角海岸國家風景區管理處及宜蘭縣頭城鎮等單位至隧道口會勘，評估舊隧道重生的可行性。

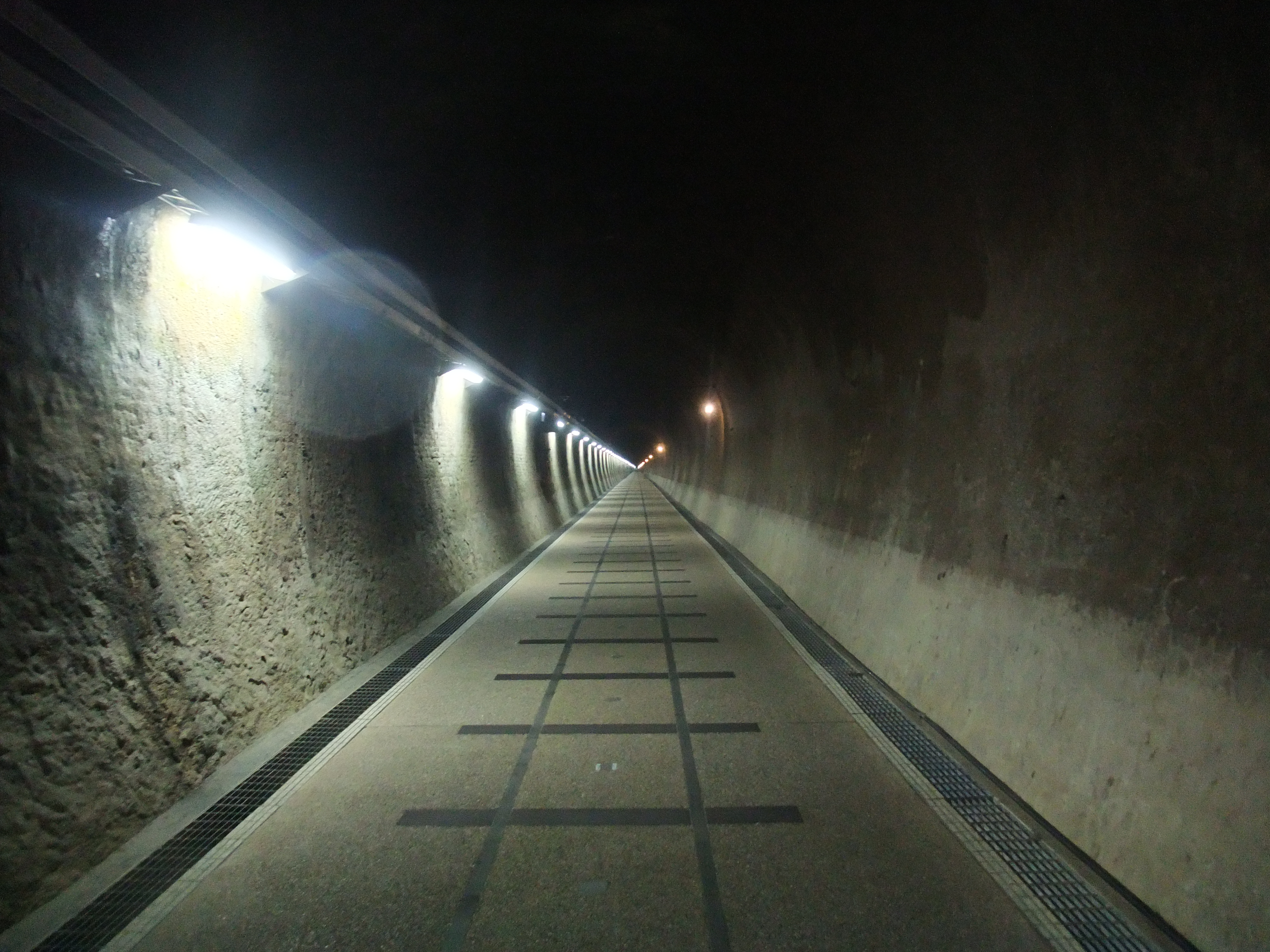
舊草嶺隧道內部

2007年6月2日，配合台灣鐵路120周年，舊草嶺隧道重新開啟一個月，由臺灣鐵路管理局與東北角海岸國家風景區管理處合辦「舊草嶺隧道—丟丟銅行走之旅」活動，臺灣鐵路管理局局長陳峰男、交通部觀光局局長賴瑟珍及宜蘭縣副縣長林信華出席主持，並於後續由東北角管理處向臺鐵局爭取後，投入新臺幣3,000萬元經費，將舊草嶺隧道整理闢建為自行車道，供民眾觀光休閒使用。經一年施工，自行車道在2008年8月10日由中華民國交通部長毛治國主持啟用儀式，立法委員林建榮、臺灣鐵路管理局局長范植谷、交通部觀光局局長賴瑟珍暨地方人士、自行車車友共同參與開通活動。
2011年10月30日，舊隧道自行車道納入舊草嶺環狀線自行車道系統，繞經福隆海水浴場、三貂角、卯澳至石城，再由舊隧道回至福隆車站，現在已成為熱門的自行車騎乘景點。

## 建築特色
本隧道全部以紅磚建構，洞口上方女兒牆則局部石砌，整體造型簡單，沒有華麗的裝飾。
隧道洞口之拱為五卷式拱圈（五層紅磚砌拱），上方拱腹的地方置匾額一塊，隧道北口（福隆側洞口）匾額由右至左題字為草書的「制天險」，字體陰刻，題字者為當時的臺灣總督府鐵道部部長新元鹿之助；隧道南口（石城側洞口）匾額題字為草書的「白雲飛處」，字體亦為陰刻，題字者為當時的臺灣總督府總務長官賀來佐賀太郎。

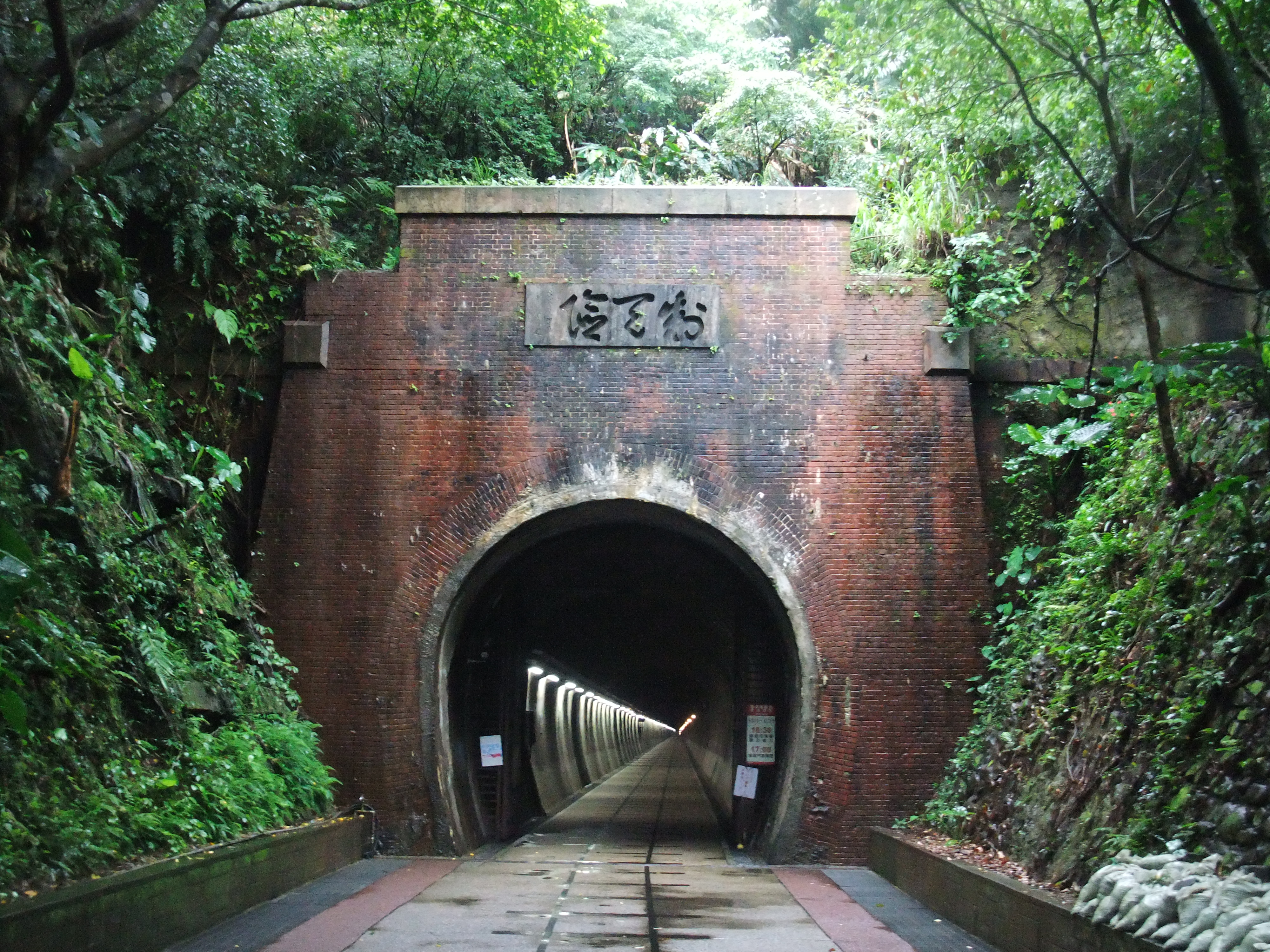
舊草嶺隧道福隆端入口（北口）
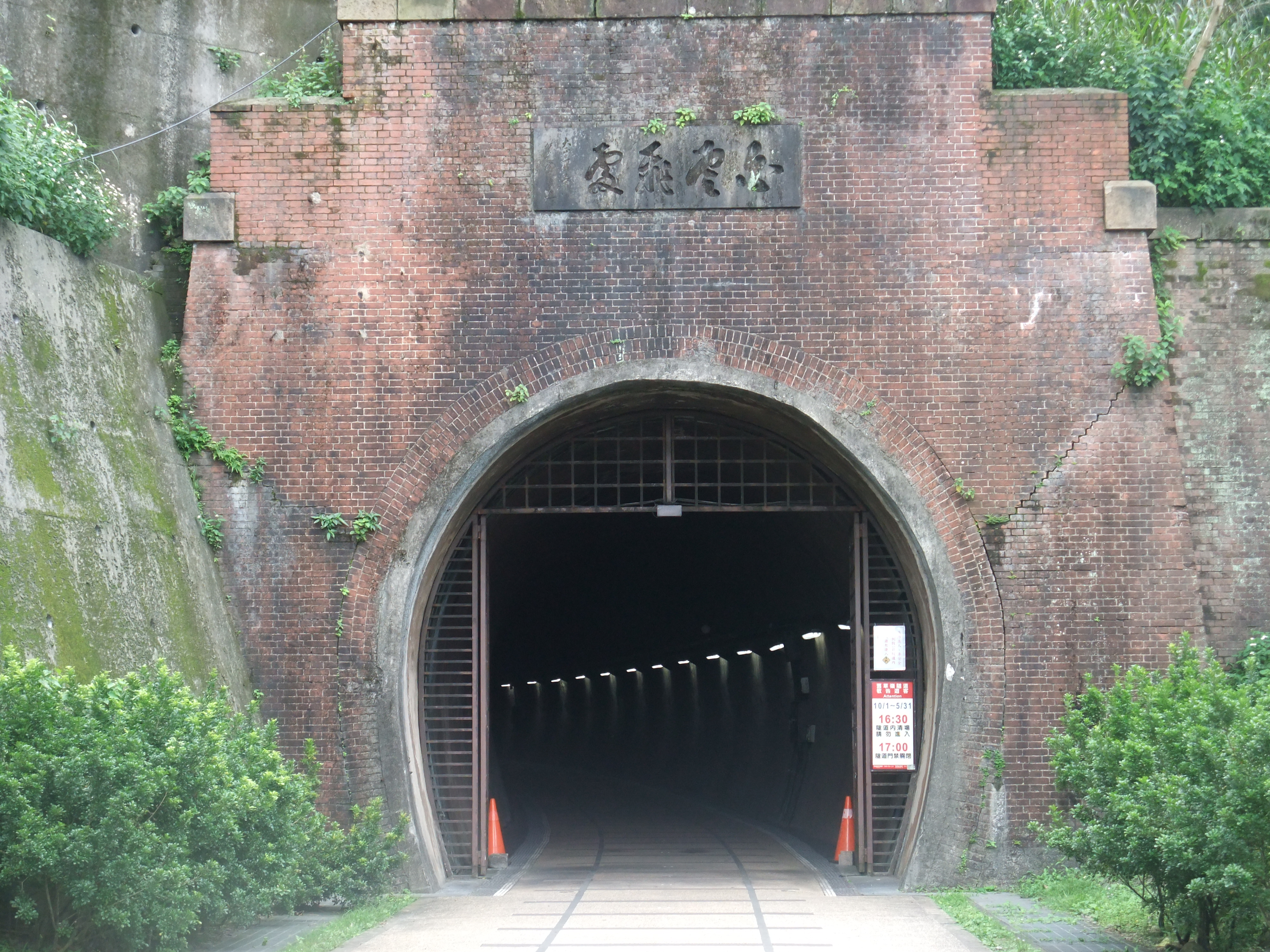
舊草嶺隧道石城端入口（南口）

由於「白雲飛處」題字曾經一說為「國雲飛處」，而且當時尚未找到有關記載題辭之文獻，因此匾額題辭的第一個字到底是「國」字還是「白」字，曾存在爭議。是以，中華民國交通部長毛治國於2011年10月，將南口上方題辭定調為「白雲飛處」。現因舊隧道貫通當時的原始文獻（新聞報導）已公諸於世，故已確定題字的第一字為「白」字。
隧道的剖面則為傳統的山形坡設計（中間高而兩端洞口低），以便完工前後時期的排水，坡度介於千分之1.52至千分之10之間。另外，隧道內路線絕大部分為直線，僅在接近南口前的一小部分為彎道。

## 其他紀事
舊草嶺隧道北口工事現場監督員吉次茂七郎技手的外孫女、外曾孫女，分別於2013年11月22日與2016年3月30日來到臺灣，在東北角暨宜蘭海岸國家風景區管理處人員陪同下，到「故吉次茂七郎君之碑」尋根，並遊覽舊草嶺隧道。

## 引用資料
1. ↑  ，《臺灣日日新報》第7784號，1922年1月31日，7版。（日語）
2. ↑  . 中央研究院 （中文（臺灣））.[]
3. 1 2 3 4 5  . 文化部文化資產局國家文化資產網. 2004年7月15日. （原始内容存档于2017年12月10日） （中文（臺灣））.
4. ↑  ，臺灣總督府鐵道部，1922年11月25日。（日語）
5. 1 2  . 臺灣總督府鐵道部. 1923年11月15日 （日语）.
6. ↑  . 臺北市: 臺灣總督府鐵道部. 1922年12月25日，日本國立國會圖書館數位典藏: 頁60～62  [2022年10月9日]. （原始内容存档于2022年10月5日） （日语）.
7. 1 2  . 臺北市. 1924年2月24日，漢文5版。 （中文（臺灣））.
8. ↑  ，《臺灣日日新報》第8536號，1924年2月22日，7版。（日語）
9. ↑  ，《臺灣日日新報》第8536號，1924年2月22日，7版。（日語）
10. 1 2 3 4  . 臺北市. 1924年2月27日，7版。 （日语）.
11. ↑  〈草嶺隧道貫通式〉，《臺灣日日新報》第8541號，1924年2月27日，漢文6版。（繁體中文）
12. ↑  ，《臺灣日日新報》第8609號，1924年5月5日，2版。（日語）
13. ↑  ，《臺灣日日新報》第8551號，1924年3月8日，7版。（日語）
14. ↑  ，《臺灣日日新報》第8636號，1924年6月1日，15版。（日語）
15. ↑  〈洪水中各鐵道被害〉，《臺灣日日新報》第8703號，1924年8月7日，漢文4版。（繁體中文）
16. ↑  ，《臺灣日日新報》第8703號，1924年8月7日，夕刊2版。（日語）
17. ↑  〈草嶺隧道竣工〉，《臺灣日日新報》第8767號，1924年10月10日，漢文4版。（繁體中文）
18. ↑  ，《臺灣日日新報》第8767號，1924年10月10日，5版。（日語）
19. 1 2 3  . 臺北市. 1924年11月30日 （日语）.
20. ↑  臺灣總督府交通局鐵道部：，臺北市，1925年12月18日，頁63。（日語）
21. ↑  臺灣總督府. .  第三千三百九十號. 大藏省印刷局. 1924-12-09: 246  [2022-10-09]. （原始内容存档于2022-01-04） （日语）. 大正十三年十二月一日ヨリ左ノ通停車場ヲ設置シ鐵道運輸營業ヲ開始ス 日本國立國會圖書館 數位典藏
22. ↑  .   [2012-02-12]. （原始内容存档于2016-03-04）.
23. ↑  〈宜蘭開通式順序〉，《臺灣日日新報》第8814號，1924年11月26日，漢文夕刊4版。（繁體中文）
24. ↑  ，《臺灣日日新報》第8910號，1925年3月2日，夕刊2版。（日語）
25. ↑  ，《臺灣日日新報》第8910號，1925年5月19日，5版。（日語）
26. ↑  〈梅毒纒身 鐵道往生〉，《臺灣日日新報》第10520號，1929年8月1日，漢文4版。（繁體中文）
27. ↑  〈草嶺隧道 有內地婦人 自殺遇救〉，《臺灣日日新報》第10691號，1930年1月21日，漢文夕刊4版。（繁體中文）
28. ↑  〈草嶺隧道澳底驛間 貨物車脫線顛覆 客車依徒步連絡〉，《臺灣日日新報》第10691號，1934年5月15日，漢文8版。（繁體中文）
29. 1 2  中華民國交通部. . 臺北市. 1982年12月: 頁395～397.
30. ↑  . 2004-2018年  [2019-09-03]. （原始内容存档于2021-01-24） （中文（臺灣））.
31. ↑  〈舊草嶺隧道 記錄蘭陽開發史〉，《中國時報》，1994年4月27日，第16版。（繁體中文）
32. 1 2  徐惠隆. . 臺北市: 常民文化. 1998年9月一版: 頁246～253. ISBN 957-8491-23-9 （中文（臺灣））.
33. ↑  蔡宜儒，〈舊宜蘭線調查：福隆～草嶺北〉，《鐵道情報》62期，鐵道文化協會暨交通大學鐵道研究會，新竹市，1994年4月號。（繁體中文）
34. ↑  〈宜蘭觀光 推動雙道重生 嶐嶺古道可望先修復 舊草嶺隧道涉及古蹟及安全問題 將請鐵路局評估〉，《聯合報》，2005年4月10日，B2版。（繁體中文）
35. ↑  〈丟丟銅… 草嶺隧道重新開放〉，《聯合報》，2007年6月3日，C1版。（繁體中文）
36. ↑  〈舊草嶺隧道丟丟銅行走之旅 熱鬧展開〉 （页面存档备份，存于），《大紀元時報》，2007年6月2日（繁體中文）
37. ↑  〈不再丟丟咚 改騎風火輪 舊草嶺隧道轉型自行車隧道 在民謠聲中啟用〉，《聯合報》，2008年8月11日，C2版。（繁體中文）
38. ↑  bearcycling. . 兩輪的世界部落格. 2012年3月24日00:21. （原始内容存档于2021年2月25日） （中文（臺灣））.
39. ↑  徐惠隆：《蘭陽的歷史與風土》，臺北市：台原出版，1992年10月一版，ISBN 957-9261-31-8，頁234。（繁體中文）
40. ↑  《中時電子報》，.   [2011-11-30]. （原始内容存档于2021-01-24） （中文（臺灣））.
41. ↑  ，《臺灣日日新報》，1924年11月30日，第8818號（宜蘭線全通紀念號）。（日語）
42. ↑  〈登舊草嶺隧道 她們見證家族故事〉，《聯合報》，2013年11月23日，B2版。（繁體中文）
43. ↑  . 《自由時報》. 2016年3月30日20:06. （原始内容存档于2021年1月24日） （中文（臺灣））.

## 外部連結
- 舊草嶺隧道  交通部觀光局 （页面存档备份，存于）
- 舊草嶺隧道-東北角暨宜蘭海岸國家風景區觀光資訊網 （页面存档备份，存于）
- 舊草嶺隧道-新北市觀光旅遊網 （页面存档备份，存于）